# Betty Boothroyd
Betty Boothroyd, baronessa Botthroyd, (Dewsbury, 8 ottobre 1929 – Cambridge, 26 febbraio 2023) è stata una politica britannica, Speaker della Camera dei comuni del Regno Unito dal 1992 al 2000, la prima e finora unica donna ad aver ricoperto tale carica. Dal 2001 alla morte sedette nella Camera dei lord come crossbencher.

## Biografia
Betty Boothroyd nacque a Dewsbury, Yorkshire, nel 1929, l'unica figlia di Ben Archibald Boothroyd (1886–1948) e della sua seconda moglie Mary, nata Butterfield (1901–1982), entrambi operai tessili. Studiò al Dewsbury College di Commercio e Arte. Dal 1946 al 1952 fu ballerina come membro del Tiller Girls, prima di apparire al London Palladium. Una infezione pose tuttavia termine alla sua carriera artistica, e lei scelse pertanto di entrare in politica.
Dalla metà alla fine degli anni '50, fece da segretaria per i deputati laburisti Barbara Castle e Geoffrey de Freitas. Nel 1960 viaggiò negli Stati Uniti per osservare la campagna di Kennedy. Iniziò poi a lavorare a Washington come assistente legislativo per il deputato del Congresso Silvio Conte tra il 1960 ed il 1962. Quando tornò a Londra, continuò come segretaria ed assistente politica per diversi importanti deputati laburisti come Henry Walston. Nel 1965 fu eletta nel consiglio del borgo londinese di Hammersmith e Fulham, dove rimase fino al 1968.

### Deputata
Candidata per il Partito Laburista, Betty Boothroyd partecipò a diverse elezioni (Leicester South West nel 1957, Peterborough nel 1959, Nelson and Colne nel 1968 e Rossendale nel 1970), prima di essere eletta nel collegio di West Bromwich West ad una elezione suppletiva nel 1973.

### Vice Speaker e Speaker
Nel 1987, seguito delle elezioni generali, divenne Vice Speaker, con Bernard Weatherill come Speaker. Per cinque anni ricoprì questo ruolo, e nel 1992 fu eletta Speaker, divenendo la prima donna a detenere la carica. Vi fu un consistente dibattito se Betty Boothroyd dovesse o meno indossare la tradizionale parrucca dello Speaker al momento dell'elezione; lei decise di non indossarla, ma affermò che gli Speaker successivi avrebbero potuto scegliere se farlo o meno.
Il 12 luglio 2000 dichiarò alla Camera dei comuni che si sarebbe dimessa da Speaker dopo la pausa estiva. Tony Blair, l'allora Primo Ministro, la lodò in quanto "istituzione nazionale". Il predecessore di Blair, John Major, la descrisse come "Speaker straordinaria" Si dimise dalla carica e da parlamentare il 23 ottobre 2000.

### Morte
Betty Boothroyd è morta all'Addenbrooke's Hospital a Cambridge il 26 febbraio 2023 all'età di 93 anni. Il decesso è stato annunciato il giorno seguente da Lindsay Hoyle, Speaker della Camera dei comuni.